# Marianne Dujardin
Marianne Dujardin född cirka 1680, död efter år 1746, var en fransk skådespelare, operasångerska och teaterdirektör. 
Hon var från 1718 fram till 1746 direktör för sin egen resande teater, som uppträdde över hela Frankrike ock även utomlands, och som sådan teaterdirektör i en rad städer. Hon var direktör för La Monnaie i Bryssel 1724-1726. Dujardin räknas som en av de tidigaste och mest betydelsefulla av Frankrikes kvinnliga teaterdirektörer, och som en pionjär med betydelse för andra av sitt kön inom den franska teaterhistorien.